# باران‌های رانچیپور
باران‌های رانچیپور (به انگلیسی: The Rains of Ranchipur) یک فیلم سینمایی آمریکایی در ژانر درام و فاجعه محصول سال ۱۹۵۶ میلادی که توسط کمپانی فاکس قرن بیستم ساخته شده‌است. کارگردانی توسط ژان نگولسکو و تهیه شده توسط فرانک راس از فیلمنامه مرل میلر، براساس رمان "باران آمد" نوشته لوئیس برومفیلد می‌باشد. ساخت موسیقی توسط هوگو فریدهوفر و فیلمبرداری توسط میلتون کراسنر انجام شده‌است.

## بازیگران
- لانا ترنر در نقش لیدی اسکات
- ریچارد برتون در نقش دکتر راما صفی
- فرد مک‌موری در نقش تام رانسوم
- مایکل رنی در نقش لرد اسکات
- جوآن کالفیلد در نقش سرخس سایمون
- کارلو ریتسو

## تولید
این فیلم بازسازی اثر سینمایی فصل باران آمد (۱۹۳۹) بود. که توسط فیلیپ دون با هم نویسندگی شده‌است.